# Південне Убангі
Південне Убангі (фр. Sud-Ubangi) - провінція Демократичної Республіки Конго, розташована на півночі країни. Адміністративний центр - місто Гемена.

## Географія
До конституційної реформи 2005 року провінція Південне Убангі була частиною колишньої Екваторіальної провінції. По території провінції протікає річка Убангі.
Населення провінції - 2 744 345 чоловік (2005) .

## Адміністративний поділ

### Міста
- Зонго

### Території
- Буджала
- Гемена
- Кунгу [en]
- Лібенге[en]